# Liza May Post
Liza May Post (nascida em 1965) é uma artista holandesa.

## Infância e educação
Post nasceu em 1965 na Holanda. De 1988 a 1993 estudou na Gerrit Rietveld Academie em Amesterdão, e entre 1994 e 1995 realizou estudos de pós-graduação em Rijksacademie, Amesterdão.

## Carreira artística
Post representou a Holanda na 49ª Bienal de Veneza em 2001.
O seu trabalho encontra-se incluído nas colecções do Walker Art Center, da Universidade de Haia, do Museu de Arte Harn, e do Tate.